# Синерезис
Синерезис (от греч. synáiresis — сжатие, уменьшение) — самопроизвольное уменьшение объёма студней или гелей, сопровождающееся отделением жидкости — дисперсионной среды. Синерезис происходит в результате уплотнения пространственной структурной сетки, образованной в студнях макромолекулами, а в гелях — частицами дисперсной фазы. Структурированная система при синерезисе переходит в термодинамически более устойчивое состояние. Синерезис — одна из форм проявления старения или «созревания» различного рода дисперсных структур, полимерных и биологических систем. Синерезис имеет важное практическое значение в производстве пищевых продуктов (например, сыра, творога), в технологии резины (например, при получении изделий из латексов), в процессах формования химических волокон из прядильных растворов и т.д.
Механизм синерезиса:
В результате хранения (или выдержки) гелей и гелеподобных структур происходит снижение энтропии, образование новых связей между молекулами ВМС (водородные, ковалентные) и происходит сжатие матрикса, сопровождающееся выделением жидкой фазы.
На степень синерезиса влияют следующие факторы:
- Вид структурообразователя (фибриллярный, глобулярный (почти нет))
- Наличие загустителей в системе (гуары, камеди). Та вода, которая выпрессовывается из гелей, воспринимается загустителями.
- Концентрация. Каррагинан 1,5-чуть больше % - не проявляет синерезиса
- рН
- Ионный состав
- Температура
- Силы адгезии[2]